# Espermatidogênese

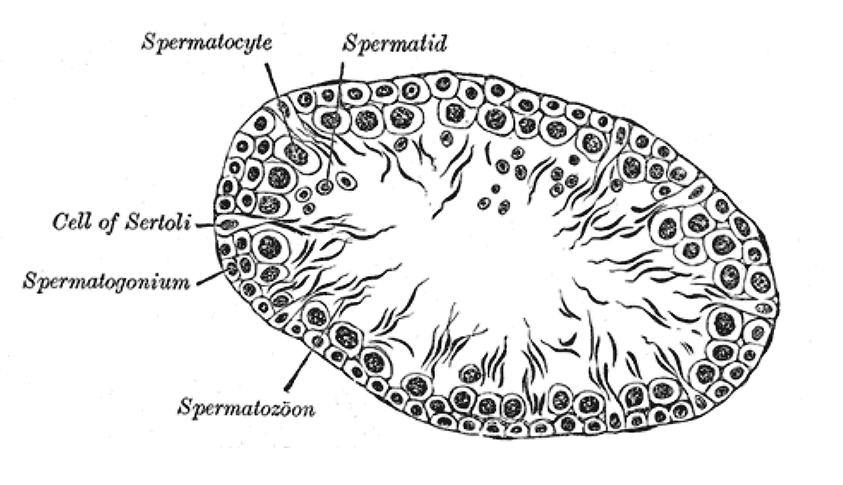
Corte transversal do epitélio de um túbulo seminífero mostrando vários estágios do desenvolvimento dos espermatócitos

Esquema mostrando analogias no processo de maturação do óvulo e o desenvolvimento das espermátides (espermatozoides jovens).

A espermatidogênese é a criação de espermátides de espermatócitos secundários durante a espermatogênese.
Os espermatócitos secundários produzidos mais cedo entram rapidamente na meiose II e se dividem para produzir espermátides haplóides.
A brevidade deste estágio significa que os espermatócitos secundários são raramente vistos em preparações histológicas. Células-tronco de camundongos foram cultivadas em células semelhantes a espermátides em 2016. Essas espermátides, quando injetadas em ovos de camundongos, foram capazes de produzir filhotes.